# Bullowanthura aquitanica
Bullowanthura aquitanica är en kräftdjursart som beskrevs av Brian Frederick Kensley 1982. Bullowanthura aquitanica ingår i släktet Bullowanthura och familjen Leptanthuridae. Inga underarter finns listade i Catalogue of Life.